# Ben Patterson
Ben Patterson, właśc. George Benjamin Patterson (ur. 21 kwietnia 1939 w Hemel Hempstead) – brytyjski polityk, ekonomista i publicysta, poseł do Parlamentu Europejskiego I, II i III kadencji.

## Życiorys
Studiował ekonomię w Kolegium Trójcy Świętej w Cambridge, gdzie uzyskał tytuł Master of Arts. Kształcił się także w London School of Economics. Początkowo od 1961 do 1965 pracował w Swinton Conservative College, instytucji edukacyjnej torysów, następnie do 1974 w związanym z nimi czasopiśmie „Conservative Political Centre Monthly Report”. Pomiędzy 1974 a 1979 wiceprzewodniczący biura informacyjnego Parlamentu Europejskiego w Londynie. Opublikował kilkanaście książek na tematy polityczne, europejskie i ekonomiczne.
Wstąpił do Partii Konserwatywnej. Od 1968 do 1971 członek rady London Borough of Hammersmith and Fulham. W 1979, 1984 i 1989 wybierany posłem do Parlamentu Europejskiego. Przystąpił do frakcji Europejscy Demokraci, a od 1992 należał do Europejskiej Partii Ludowej (Chrześcijańskich Demokratów), wchodził w skład ich prezydiów. W Europarlamencie zasiadał do 1994, następnie pracował w nim jako badacz. Działał także w Ruchu Europejskim m.in. jako szef lokalnego koła.